# Iain Thornley

a Compétitions nationales et continentales officielles uniquement.

Iain Thornley, né le 11 septembre 1991 à Wigan (Angleterre), est un joueur de rugby à XIII et de rugby à XV anglais évoluant au poste d'ailier, de centre ou de demi d'ouverture. Formé aux Warriors de Wigan au rugby à XIII, il s'essaie d'abord au rugby à XV en signant aux Sharks de Sale en 2011 avant de revenir à Wigan. Avec ce dernier, il remporte la Super League et la Challenge Cup en 2013. En manque de temps de jeu en 2016, il rejoint Hull KR puis en 2017 les Dragons Catalans.

## Palmarès
- Collectif :
  - Vainqueur de la Super League : 2013 (Warriors de Wigan).
  - Vainqueur de la Challenge Cup : 2013 (Warriors de Wigan) et 2018[1] (Dragons Catalans).
  - Vainqueur du Championship : 2024 (Wakefield).
  - Vainqueur de la Coupe de 1895 : 2024 (Wakefield).

### En club

#### Statistiques
| Saison | Club              | Compétition   | Matchs | Points | Essais | Goals | Drops |
| ------ | ----------------- | ------------- | ------ | ------ | ------ | ----- | ----- |
| 2012   | Wigan Warriors    | Super League  | 5      | 20     | 5      | 0     | 0     |
| 2013   | Wigan Warriors    | Super League  | 26     | 48     | 14     | 0     | 0     |
| 2013   | Wigan Warriors    | Challenge Cup | 4      | 20     | 5      | 0     | 0     |
| 2014   | Wigan Warriors    | Super League  | 9      | 28     | 7      | 0     | 0     |
| 2014   | Wigan Warriors    | Challenge Cup | 1      | 8      | 2      | 0     | 0     |
| 2015   | Salford City Reds | Super League  | 6      | 12     | 3      | 0     | 0     |
| 2016   | Hull KR           | Super League  | 29     | 48     | 12     | 0     | 0     |
| 2016   | Hull KR           | Challenge Cup | 1      | 0      | 0      | 0     | 0     |
| 2017   | Dragons Catalans  | Super League  | 22     | 24     | 6      | 0     | 0     |
| 2017   | Dragons Catalans  | Challenge Cup | 1      | 0      | 0      | 0     | 0     |
| 2018   | Dragons Catalans  | Super League  | 8      | 0      | 0      | 0     | 0     |
| 2018   | Dragons Catalans  | Challenge Cup | 1      | 0      | 0      | 0     | 0     |